# Paranapiacaba inclusa
Paranapiacaba inclusa es una especie de insecto coleóptero de la familia Chrysomelidae.
Fue descrita científicamente en 1887 por Jacoby.